# Toni Tipurić
Toni Tipurić (* 10. September 1990 in Sarajevo, SFR Jugoslawien, heute Bosnien und Herzegowina) ist ein österreichischer ehemaliger Fußballspieler.

## Karriere
Tipurić begann seine Karriere beim Post SV Wien. 2006 wechselte er zum 1. Simmeringer SC. Im März 2008 spielte er erstmals für das Herrenteam der Simmeringer in der Wiener Stadtliga. Zur Saison 2008/09 wechselte er zum sechstklassigen SV Essling. 2009 schloss er sich dem SC Katzelsdorf an.
Zur Saison 2010/11 wechselte Tipurić zu den Amateuren des FC Admira Wacker Mödling. Ohne ein Spiel für die Zweitmannschaft der Admira absolviert zu haben, wechselte er im Jänner 2011 zum Zweitligisten SC Austria Lustenau, wurde jedoch direkt an den Landesligisten Dornbirner SV verliehen. Nach seiner Rückkehr zu Lustenau debütierte er im Juli 2011 in der zweiten Liga, als er am zweiten Spieltag der Saison 2011/12 gegen den FC Blau-Weiß Linz in der 34. Minute für Jürgen Kampel eingewechselt wurde.
Nach der Saison 2012/13 verließ Tipurić die Vorarlberger. Im September 2013 wechselte er nach Deutschland zum Regionalligisten Sportfreunde Siegen. Im Juni 2014 verließ er die Deutschen und schloss sich dem estnischen Erstligisten FC Levadia Tallinn an. Mit Levadia konnte er in der Saison 2014 Meister werden.
Im Jänner 2015 wechselte Tipurić in die Slowakei zum FC Zlaté Moravce. Nach 42 Spielen für Zlaté Moravce in der Fortuna liga verließ er die Slowaken nach der Saison 2015/16. Im Februar 2017 schloss er sich dem kroatischen Erstligisten Cibalia Vinkovci an.
Im Juli 2017 wechselte er nach Rumänien zum CS Concordia Chiajna. Nach acht Einsätzen für Concordia Chiajna in der Liga 1 verließ er den Verein noch im August 2017.
Nach mehreren Monaten ohne Verein wechselte er im Februar 2018 nach Mazedonien zum KF Shkupi. Nach 33 Einsätzen für Shkupi in der Prva Makedonska Liga verließ er den Verein in der Winterpause der Saison 2018/19.